# Ouche (Côte-d'Or)
Pour les articles homonymes, voir Ouche.
L'Ouche (Oscara en latin) est une rivière non navigable d'une longueur de 95 kilomètres environ, dont le cours est entièrement situé dans le département de la Côte-d'Or et qui fait partie du bassin du Rhône.

## Géographie
L'Ouche de 95,4 km de longueur prend sa source à Lusigny-sur-Ouche, près du hameau de l'Ermitage, à environ 1 km au sud du château et du village, au pied des collines du bois de l'Ocre (400 m d'altitude) et du bois du Pommeret (456 m d'altitude). Elle arrose le « pays d'Ouche » (pagus oscarensis) ou « Oscheret ».
Entre Bligny-sur-Ouche et Sainte-Marie-sur-Ouche, l'Ouche serpente dans sa vallée supérieure où alternent des paysages bucoliques et reposants que l'on nomme aussi la « Suisse Bourguignonne. » Elle se jette ensuite à Dijon dans le lac Kir, plan d'eau artificiel et principal lieu de promenade des Dijonnais.

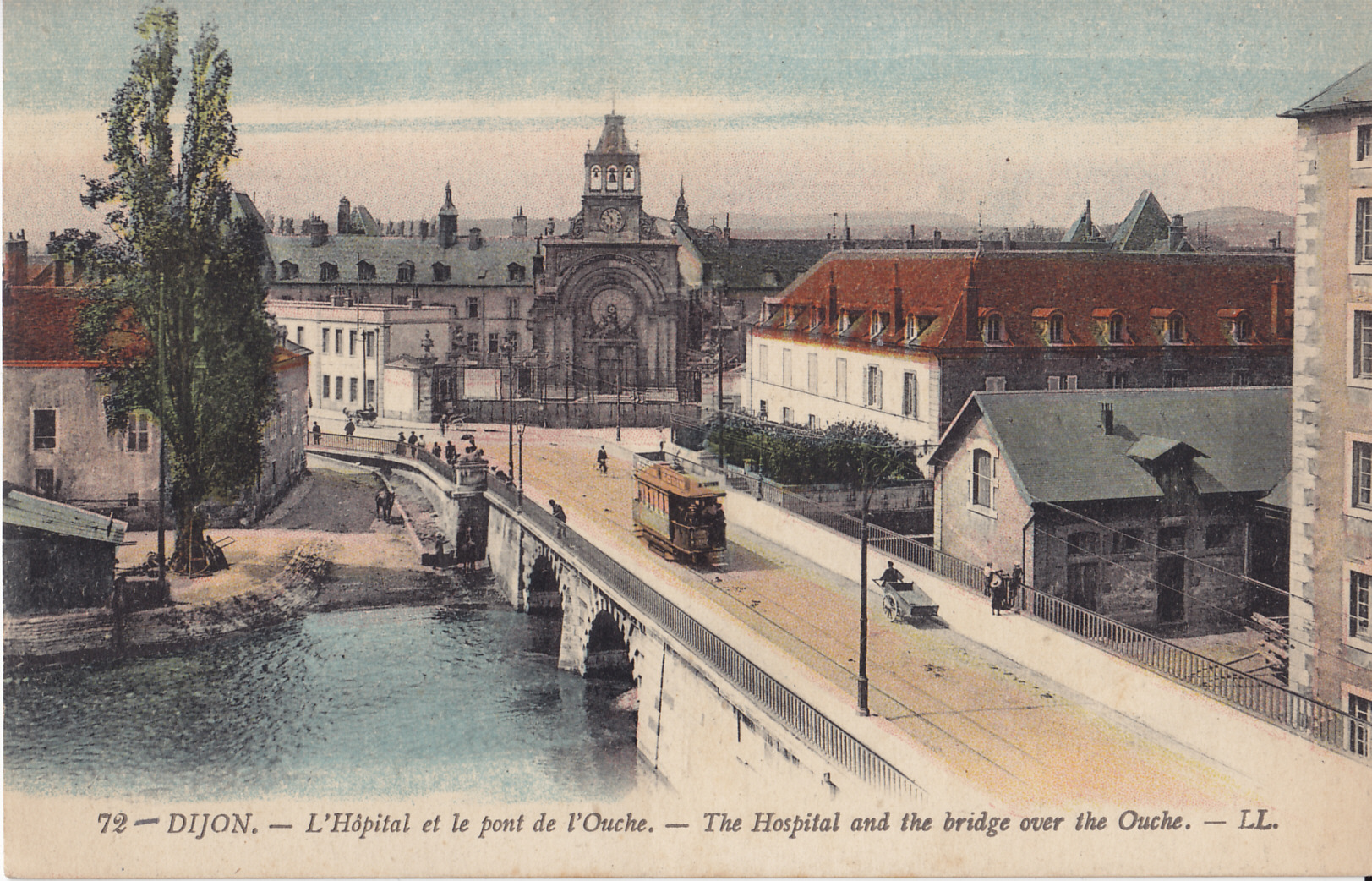
L'Ouche devant l'Hôpital général de Dijon, au début du XXe siècle.

Dans la partie amont de sa vallée, l’Ouche était longée par la ligne de chemin de fer d'Épinac à Pont-d'Ouche. À partir de Pont-d'Ouche elle partage sa vallée avec le canal de Bourgogne sur ses 60 km suivants, jusqu'à la large plaine de la Saône. Elle traverse Dijon, capitale des ducs de Bourgogne où son cours a été quasiment entièrement canalisé et rectifié : ses nombreux bras qui apportaient de l'eau à l'hôpital général, formaient plusieurs îles et îlots (il existe encore une « rue de l'Île » à Dijon) et baignaient les anciens remparts qui ont été comblés. Pour l'anecdote, il existe dans le parc de l'hôpital général un pont qui franchissait encore l'Ouche en 1880 et qui n'enjambe plus aujourd'hui que de la pelouse.
En quittant Dijon, l'Ouche baigne la limite ouest du parc de la Colombière, arrose Longvic où une coulée verte a été aménagée sur ses rives, prend une franche orientation vers le sud et se jette 40 km plus loin dans la Saône, près de Saint-Jean-de-Losne, à Echenon.
Historiquement, l'Ouche a longtemps accueilli sur ses rives plusieurs activités industrielles qui utilisaient sa force motrice : (moulin du bief à Longvic, moulin Saint-Étienne dans le quartier du Castel à Dijon - ce dernier a aujourd'hui disparu mais était encore présent sur les cartes de la ville à la fin du XIXe siècle) ou employaient ses eaux pour laver. Très polluantes, la plupart ont aujourd'hui disparu, à l'image des blanchisseries, tanneries ou corroyeurs qui ont laissé à Dijon des rues ou places éponymes.

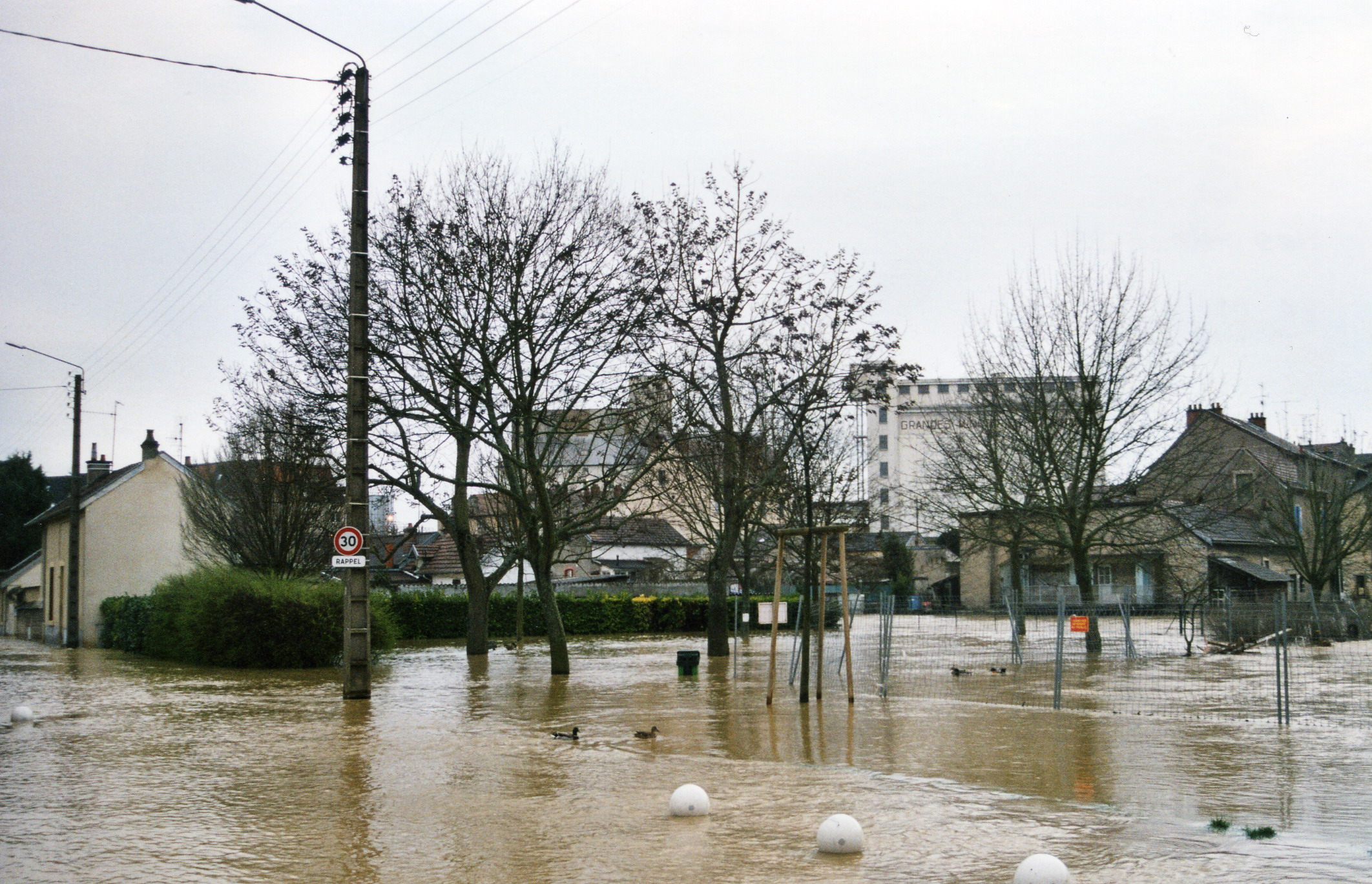
Crue de l'Ouche à Dijon en avril 2001 : la rue de l'Île-inondée.

L'Ouche fut aussi longée par une voie ferrée entre Dijon et Bligny-sur-Ouche à partir de 1905. Reprenant le tracé d'un chemin de fer industriel qui facilita au XIXe siècle l'évacuation du charbon extrait des mines d'Épinac vers le port de Pont-d'Ouche, sur le canal de Bourgogne, cette voie ferrée relia initialement Dijon à Épinac trois fois par jour. Victime des prélèvements de matériels de l'armée allemande au cours de la Seconde Guerre mondiale et limitée ensuite faute de trafic suffisant à la seule section Dijon - Gissey-sur-Ouche, cette ligne ferma définitivement en 1968, date à laquelle ne circulait plus qu'un unique aller-retour dominical connu localement comme étant « le train des pêcheurs. » À Longvic, l'Ouche est franchie par plusieurs pont-rails qui permettent la circulation des trains vers Besançon, Is-sur-Tille, Reims, Culmont - Chalindrey et Nancy tout en autorisant des liaisons directes sans passer par la gare de Dijon depuis ces villes vers Lyon et le triage de Gevrey-Chambertin.

### Sources
Il est dit que l'Ouche a sept sources, parmi lesquelles : la Fontaine fermée, la source de Presles, la source du "Cul de l'âne" et la Fontaine Latine. La source de Presles est la plus connue, dédiée à Notre-Dame-de-Presles. Elle est située à proximité de l'ancien emplacement du village de Lusigny-sur-Ouche, à 800 mètres du château éponyme.

### Toponymes
L'Ouche a donné son hydronyme a de nombreuses communes dont Bligny-sur-Ouche, La Bussière-sur-Ouche, Lusigny-sur-Ouche, Pont-d'Ouche, Sainte-Marie-sur-Ouche.

## Affluents
L'Ouche a onze affluents référencés :
- Le Rieux (rg), petit ruisseau de 1,9 km de long traversant Lusigny-sur-Ouche[5].
- Le Chamban ou l'Éclin[notes 2] ou ruisseau des Faches (rg) ruisseau de 8,2 km de long traversant les communes d'Auxant, de Bligny-sur-Ouche, de Painblanc et de Vic-des-Prés (par ordre alphabétique)[6].
- le canal de Bourgogne (rg) 84,7 km[7]
- La Vandenesse (rg) longue rivière de 17,6 km qui prête sa vallée inférieure au canal de Bourgogne et arrose un village éponyme, Vandenesse-en-Auxois[8].
- L'Antheuil (rd) longue de 3,5 km et traversant les communes d'Antheuil et de Veuvey-sur-Ouche[9].
- L'Arvo (rg) ruisseau de 7 km traversant La Bussière-sur-Ouche[10].
- Le ruisseau de la Gironde (rg) long de 5,7 km, prend sa source à Grenand-lès-Sombernon et se jette dans l'Ouche à Barbirey-sur-Ouche[11].
- La Sirène (rg) ruisseau de 7,4 km de long et traversant les communes d'Agey, de Gissey-sur-Ouche, de Remilly-en-Montagne et de Sombernon (par ordre alphabétique)[12].
- Le ruisseau de Prâlon (rg) long de 7,3 km et coulant de Savigny-sous-Mâlain à Sainte-Marie-sur-Ouche en passant par Prâlon et Mâlain[13] avec trois affluents dont la Douix.
- Le Raisne (dans le passé, on trouvait aussi Reine) qui rejoint l'Ouche à Dijon, et qui a donné son nom à un faubourg de cette ville. Il est aujourd'hui entièrement canalisé et coule sous terre.
- Le Suzon (rg) très long ruisseau côte-d'orien de 40,8 km qui rejoint également l'Ouche près de Dijon, à Longvic[14].
- Le ruisseau Grands Gots (rg) petit ruisseau de 4,7 km, traversant les communes de Champdôtre, Pluvault, Pluvet, Tréclun et Trouhans (par ordre alphabétique). C'est le seul affluent de l'Ouche en aval de Dijon[15].

On notera le cas particulier de la petite rivière Oucherotte, originellement alimentée par un bras de l'Ouche, aujourd'hui issue d'une source. Émissaire en quelque sorte de l'Ouche par l'exurgence d'une partie de son eau infiltrée en amont, elle lui doit également son toponyme.

## Hydrologie

### L'Ouche à Sainte-Marie-sur-Ouche
Le débit moyen annuel de l'Ouche en amont de Dijon, observé sur 29 ans à Sainte-Marie-sur-Ouche (de 1985 à 2013), est de 3,52 m3/s pour une surface de bassin de 442 km2. La rivière présente des fluctuations saisonnières de débit importantes, avec des hautes eaux hivernales de 5,4 à 7,0 m3/s de janvier à mars inclus, et des maigres de fin d'été, en août-septembre, entraînant une baisse du débit moyen mensuel jusqu'à 0,4 m3/s au mois d'août.
La lame d'eau écoulée dans cette partie amont du bassin versant de la rivière est de 250 millimètres annuellement, ce qui est moyen. Le débit spécifique ou Qsp se monte ainsi à 7,9 litres par seconde et par kilomètre carré de bassin.
Toujours à Sainte-Marie-sur-Ouche, le débit instantané maximal enregistré a été de 107 m3/s, le 14 mars 2001.

### L'Ouche à Crimolois
La station de Crimolois se trouve elle en aval de Dijon dans une localité toute proche du confluent entre l'Ouche et la Saône. Le débit moyen annuel observé sur 51 ans (de 1963 à 2013), est de 8,50 m3/s pour une surface de bassin de 873 km2. La rivière présente des fluctuations saisonnières de débit moindres qu'en amont, avec des hautes eaux hivernales faisant monter les moyennes mensuelles entre 11,5 et 15,5 m3/s de décembre à avril inclus, et des maigres d'été, en juillet-septembre, avec une baisse du débit moyen mensuel jusqu'à 2,21 m3/s au mois d'août.

### Lame d'eau et débit spécifique
La lame d'eau écoulée dans cette partie (la plus importante) du bassin versant de la rivière est de 312 millimètres annuellement chiffre nettement supérieur à celui enregistré en amont à Sainte-Marie-sur-Ouche. Le débit spécifique ou Qsp se monte lui à 9,9 litres par seconde et par kilomètre carré de bassin.

### Crues
Toujours à cet endroit, le débit instantané maximal enregistré a été de 162 m3/s, le 14 mars 2001.
À noter la construction d'un ouvrage de régularisation un peu en amont de Dijon, le barrage Kir.

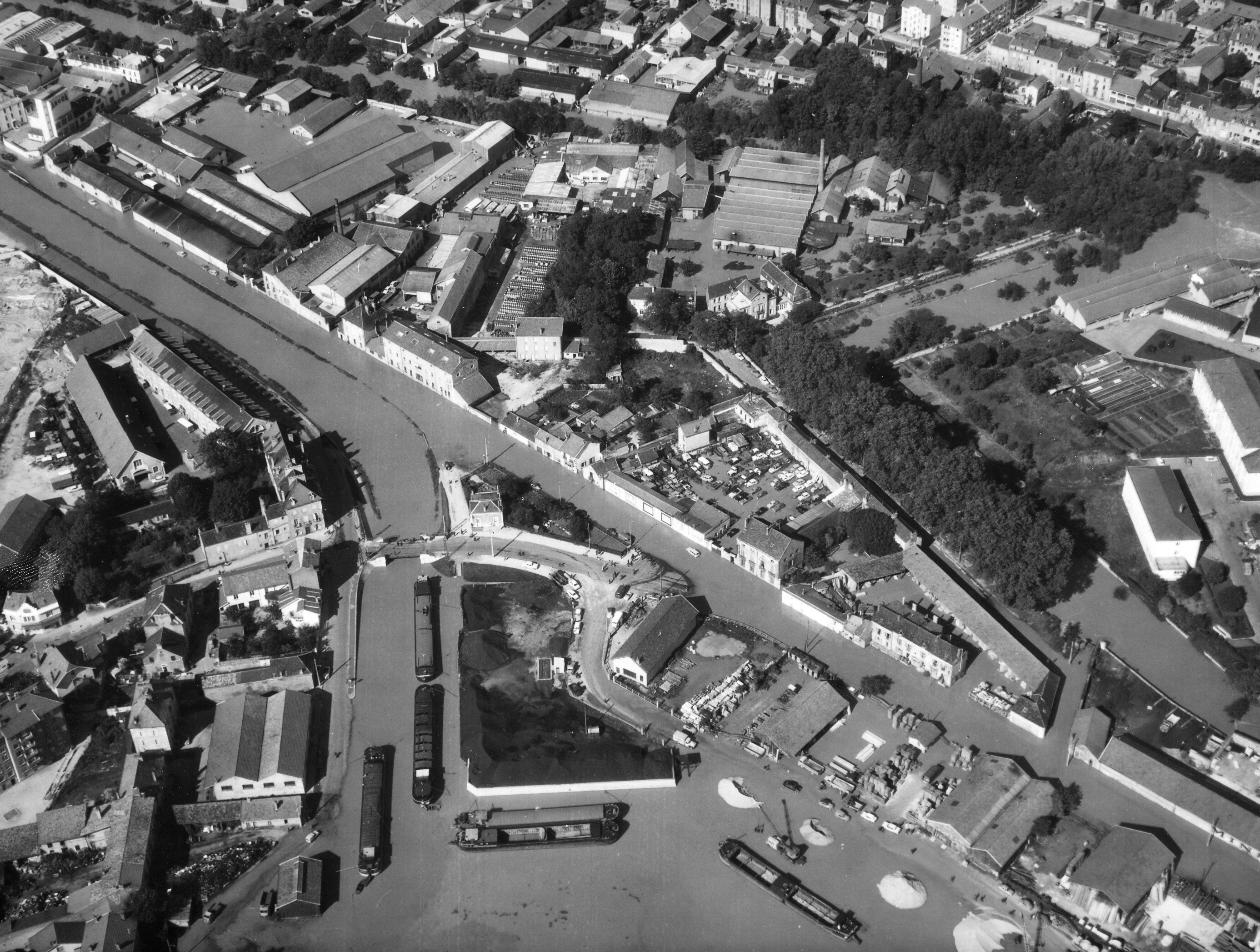
Crue de l'Ouche du 30 septembre au 2 octobre 1965, inondation du port du canal et du quai Nicolas-Rolin à Dijon.

D'une manière générale, son débit moyen est modeste, mais cette rivière peut être sujette à des crues aussi puissantes que subites. En avril 2001, elle inonda la rue de l'Île à Dijon ainsi que les cheminements piétons aménagés le long de ses berges. Une des plus spectaculaires eut lieu à la fin septembre 1965 où un très violent orage et les abondantes précipitations qui s'ensuivirent provoquèrent le débordement du lac Kir et de dramatiques inondations de la RN 5, du faubourg Raines, du port du canal, de l'hôpital général et du quai Charcot. En mai 2013, l'Ouche débordante inonda de nombreuses maisons et terres de la vallée, jusqu'à la ville Dijon qui ne fut pas épargnée.
Le 1er avril 2024, l'Ouche atteignait un niveau de 3,25 m à la station de Plombières-lès-Dijon, dépassant le dépassé le niveau de la crue du 14 mars 2001 (3,23 m) mais pas le niveau record du 4 mai 2013 (3,36 m). Le port du Canal et l'hôpital de la Chartreuse furent notamment impactés par les eaux.

### Étiage ou basses eaux
Au contraire, son débit peut être très modeste pendant les étés et fut même réduit à un simple filet d'eau au cours de la sécheresse et de la canicule de l'été 2003.

## Pollution
Autrefois poissonneuse (il existe encore une rue du goujon qui franchit cette rivière à Dijon), la qualité des eaux de l'Ouche est actuellement assez médiocre : le développement de l'agglomération dijonnaise, le phénomène de rurbanisation de sa vallée supérieure, les lacunes voire l'absence de tout assainissement de certaines petites communes qui bordent son cours et l'absence de dispositifs de rétention des eaux pluviales pendant les phénomènes orageux ont longtemps contribué à sa pollution. Une politique globale d'amélioration de traitement des eaux usées a débuté récemment et s'est traduite en décembre 2006 par la mise en service d'une nouvelle station d'épuration à Longvic.